# 永延
永延（えいえん、旧字体：永延󠄂）は、日本の元号の一つ。寛和の後、永祚の前。987年から989年までの期間を指す。この時代の天皇は一条天皇。

## 改元
- 寛和3年4月5日（ユリウス暦987年5月5日） 代始により改元
- 永延3年8月8日（ユリウス暦989年9月10日） 永祚に改元

## 永延期におきた出来事
- 永延元年（987年）
  - 11月2日、身分を問わず、通貨としての銭貨を使用しない者を取り締まるよう、朝廷が検非違使に命じる[1]。
  - 11月27日、銭貨が流通するよう、8400人以上の僧侶を動員して、朝廷が各々の寺で祈禱させる[1]。
- 永延2年（988年）
  - 11月8日、尾張国郡司・百姓が、国守藤原元命の苛政を朝廷に訴えて解任を求めた「尾張国解文」事件がおきる。
  - 12月4日、権中納言藤原道長が、式部省の採用試験官だった式部少輔橘淑信を自宅に拉致して、懇意にしていた甘南備永資の試験結果を改竄するよう、脅迫する事件を起こす[2]。
- 永延3年（989年）
  - 2月、藤原元命の尾張守解任が決められる。
  - 8月、鴨川が決壊する。

## 西暦との対照表
※は小の月を示す。
| 永延元年（丁亥） | 一月     | 二月※ | 三月  | 四月※ | 五月  | 六月   | 七月※ | 八月 | 九月※ | 十月  | 十一月※ | 十二月 |          |
| ---------------- | -------- | ----- | ----- | ----- | ----- | ------ | ----- | ---- | ----- | ----- | ------- | ------ | -------- |
| ユリウス暦       | 987/2/1  | 3/3   | 4/1   | 5/1   | 5/30  | 6/29   | 7/29  | 8/27 | 9/26  | 10/25 | 11/24   | 12/23  |          |
| 永延二年（戊子） | 一月※    | 二月  | 三月※ | 四月  | 五月※ | 閏五月 | 六月※ | 七月 | 八月  | 九月※ | 十月    | 十一月 | 十二月※  |
| ユリウス暦       | 988/1/22 | 2/20  | 3/21  | 4/19  | 5/19  | 6/17   | 7/17  | 8/15 | 9/14  | 10/14 | 11/12   | 12/12  | 989/1/11 |
| 永延三年（己丑） | 一月※    | 二月  | 三月※ | 四月※ | 五月  | 六月※  | 七月  | 八月 | 九月  | 十月※ | 十一月  | 十二月 |          |
| ユリウス暦       | 989/2/9  | 3/10  | 4/9   | 5/8   | 6/6   | 7/6    | 8/4   | 9/3  | 10/3  | 11/2  | 12/1    | 12/31  |          |